# Karang Rejo (Bayung Lencir)
Karang Rejo is een bestuurslaag in het regentschap Musi Banyuasin van de provincie Zuid-Sumatra, Indonesië. Karang Rejo telt 2342 inwoners (volkstelling 2010).